# Panketal
Panketal – gmina w Niemczech, w kraju związkowym Brandenburgia, w powiecie Barnim.

## Współpraca
Miejscowość partnerska:
- Erftstadt, Nadrenia Północna-Westfalia